# Samuel B. Griffith

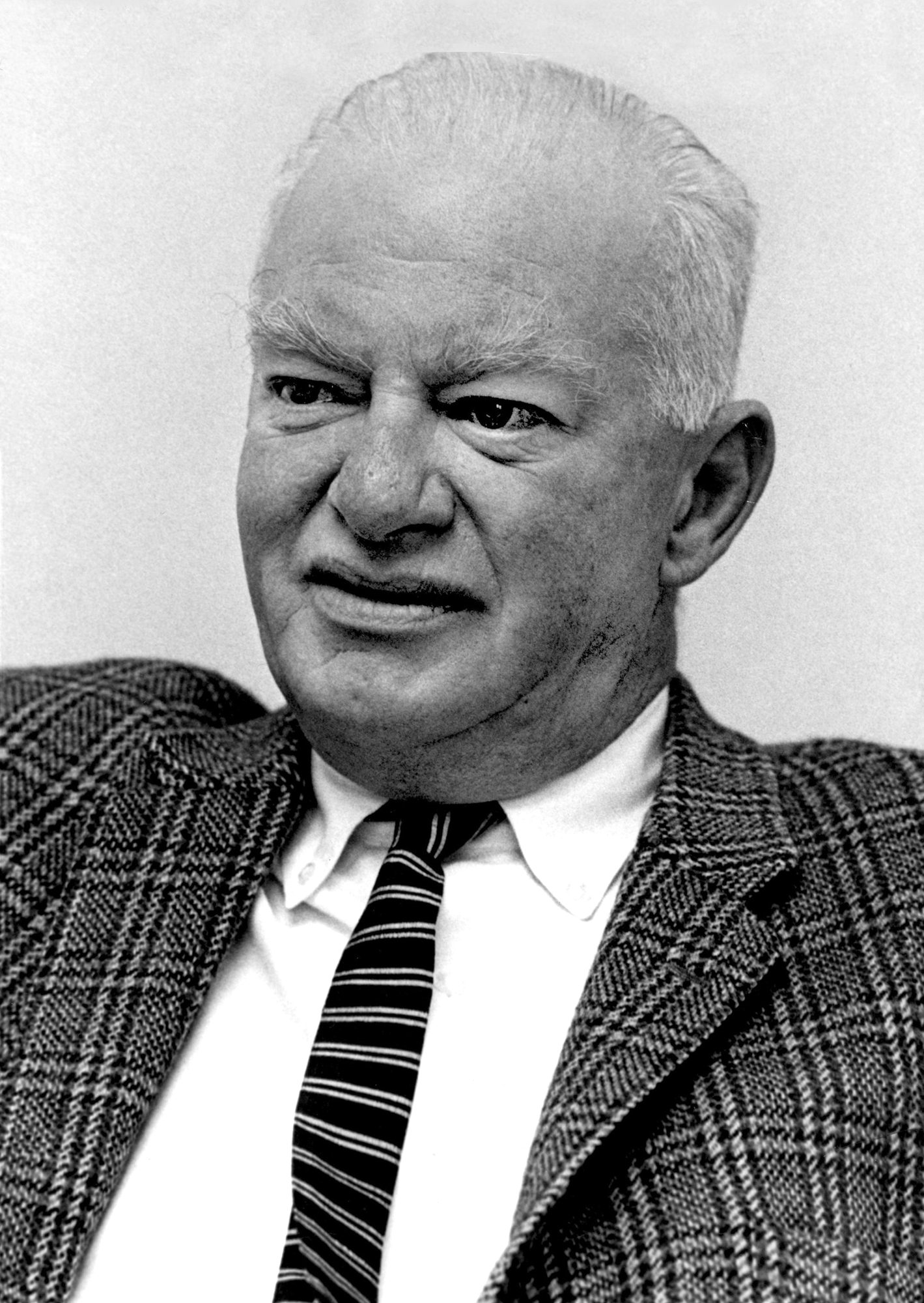
Samuel B. Griffith

Samuel Blair Griffith (geb. 31. Mai 1906 in Lewistown, Pennsylvania; gest. 27. März 1983 in Newport, Rhode Island) war ein US-amerikanischer Brigadegeneral des Marine Corps und Militärhistoriker. Er war ein Experte auf dem Gebiet chinesischer Militärtheoretiker und Militärschriftsteller.

## Leben
Griffith wuchs in Pittsburgh auf, besuchte die Shadyside Academy und machte seinen Abschluss an der United States Naval Academy in Annapolis. Er diente in Nicaragua sowie in China, Kuba und England. Während seines ersten Einsatzes in China war er Sprachoffizier an der amerikanischen Botschaft in Peking. Nach seinem Ausscheiden aus dem Corps immatrikulierte sich General Griffith am New College der University of Oxford in England, wo er 1961 seinen Doktor der Philosophie in chinesischer Militärgeschichte erhielt.
Die Kunst des Krieges von Sunzi (Sun Wu) und Mao Zedongs Über den Guerillakrieg (Lun youjizhan / On Guerrilla Warfare) übersetzte er ins Englische.

## Publikationen
- Peking and People's Wars: An Analysis of Statements by Official Spokesmen of the Chinese Communist Party on the Subject of Revolutionary Strategy. New York u. a., Frederick A. Praeger, 1966, 142 S., with appendixes containing statements by Lin Piao, Minister of Defense, and Lo Jui-ching, Chief, General Staff Department, People's Liberation Army
- The Chinese People's liberation Army. Weidenfeld and Nicholson, London, 1968
- In defense of the public liberty: Britain, America, and the struggle for independence, from 1760 to the surrender at Yorktown in 1781. Doubleday, 1976, ISBN 0-385-02541-6.
- The Battle for Guadalcanal. The Nautical & Aviation Publishing Company of America, Maryland, 1979, ISBN 0-933852-04-5

Übersetzungen

- (Mao Zedong: Über den Guerillakrieg / Lun youjizhan): Mao Tse-tung on Guerrilla Warfare. United States Marine Corps, Department of the Navy, Washington, D.C., 1989
  - Mao Tse-tung, Griffith Samuel B.: On guerrilla warfare. Translated and with a new introduction by Samuel B. Griffith II. New York : Anchor Press / Doubleday, 1978
  - O’Dowd, Edward: Mao Tse-Tung on Guerilla Warfare. Easton Press, Norwalk, Connecticut, 1996 (Introduction to second edition by Arthur Waldron and Edward O’Dowd. Introduction and translation by Samuel B. Griffith II, Brigadier General, USMC. Bibliographical essay by Edward O’Dowd.)
- Samuel B. Griffith: The Art of War by Sun Tzu. Oxford at the Clarendon Press, 1963, ISBN 0-19-501540-1 (Vorwort von B. H. Liddell Hart)